# Goldwater Women's Tennis Classic 2012
Il Goldwater Women's Tennis Classic 2012 è stato un torneo di tennis facente parte della categoria ITF Women's Circuit nell'ambito dell'ITF Women's Circuit 2012. È stata la 4ª edizione del torneo che si è giocata a Phoenix in Stati Uniti d'America dal 5 all'11 novembre 2012 su campi in cemento e aveva un montepremi di $75,000.

## Partecipanti

### Teste di serie
| Nazionalità | Giocatrice                | Ranking* | Testa di serie |
| ----------- | ------------------------- | -------- | -------------- |
| Italia      | Camila Giorgi             | 79       | 1              |
| Kazakistan  | Sesil Karatančeva         | 83       | 2              |
| Stati Uniti | Melanie Oudin             | 92       | 3              |
| Portogallo  | Michelle Larcher de Brito | 110      | 4              |
| Croazia     | Mirjana Lučić             | 112      | 5              |
| Stati Uniti | Alexa Glatch              | 130      | 6              |
| Stati Uniti | Mallory Burdette          | 139      | 7              |
| Stati Uniti | Maria Sanchez             | 149      | 8              |

- Ranking al 29 ottobre 2012.

### Altre partecipanti
Giocatrici che hanno ricevuto una wild card:
- Victoria Duval
- Jainy Scheepens
- Taylor Townsend
- Ashley Weinhold

Giocatrici che sono passate dalle qualificazioni:
- Jan Abaza
- Kristie Ahn
- Gabriela Dabrowski
- Sachia Vickery
- Romana Tedjakusuma (Lucky Loser)

## Vincitrici

### Singolare
Madison Keys ha battuto in finale  Maria Sanchez con il punteggio di 6–3, 7–6(1)

### Doppio
Jacqueline Cako /  Natalie Pluskota hanno battuto in finale  Eugenie Bouchard /  Ulrikke Eikeri con il punteggio di 6–3, 2–6, [10–4]